# L'un reste, l'autre part
Pour plus de détails, voir Fiche technique et Distribution.
L'un reste, l'autre part est un film français réalisé par Claude Berri, tourné en 2004 et sorti en 2005.
Le film suit deux amis mariés qui vont de nouveau rencontrer l'amour... L'un d'eux va voir sa vie bouleversée par l'accident grave d'un de ses fils.

## Synopsis
La cinquantaine, Daniel et Alain sont amis depuis de nombreuses années. Daniel est marié à Isabelle avec qui il a un fils, Cédric. Alain est marié avec Fanny depuis 18 ans. Ils ont une fille ensemble, Émilie.
Un soir, lors d'un dîner avec des amis et sa famille, Daniel reçoit un appel et s'effondre en apprenant que Julien, son fils aîné qu'il a eu avec sa première femme Anne-Marie, a eu un grave accident de moto. Accourant à la clinique, Daniel et sa femme sont accueillis par le médecin qui leur affirme que Julien doit être opéré dans l'immédiat. Bien que ses jours ne soient pas en danger, le garçon devient tout de même tétraplégique. Sur son lieu de travail, Daniel est en larmes lorsqu'il reçoit Judith, une jolie jeune femme, pour discuter d'un projet. Très vite, Daniel tombe sous son charme et commence une histoire avec elle. Il rend également des visites régulières à Julien qui suit une longue rééducation.
Dirigeant un magasin d'objets d'art africains, Alain a, depuis quelque temps, une liaison avec Farida, sa jeune vendeuse sénégalaise. Hésitant pourtant à quitter Fanny, Alain monte un stratagème pour continuer à fréquenter Farida. Il décide de lui acheter son propre magasin au bout de la rue. Suspectant l'infidélité d'Alain, Nicole, la sœur de Fanny, mène la vie impossible à Farida pour se débarrasser d'elle.
Ses sentiments pour Judith s'intensifiant, Daniel décide de tout dire à Isabelle sans être sûr de vouloir la quitter. Chose qui finalement se fera au grand désarroi de Cédric. Furieux, le jeune garçon rejette son père avec colère et insultes. Mais Daniel lui fait comprendre qu'il n'a aucun droit d'intervenir dans sa vie privée.
Ne parvenant pas à choisir entre Fanny et Farida, Alain sombre dans la dépression et part se faire soigner dans un établissement spécialisé. Durant son hospitalisation, il décide finalement de renoncer à Farida et de rester avec Fanny, réalisant qu'il l'aime depuis toujours et qu'il ne souhaite pas faire de mal à leur fille. De retour chez lui, Alain renoue des rapports sexuels forts avec Fanny.
L'histoire se termine bien pour les deux hommes : Alain, qui est resté, coule des jours heureux avec Fanny (au volant d'une superbe Testarossa). Daniel, qui est parti, a retrouvé goût à la vie aux côtés de Judith et ses fils, Julien et Cédric.

## Fiche technique
Sauf indication contraire, les informations mentionnées dans cette section peuvent être confirmées par la base de données cinématographiques IMDb,  présente dans la section « Liens externes ».
- Titre original : L'Un reste, l'autre part
- Réalisation : Claude Berri
- Scénario : Claude Berri et Philippe Ratton
- Musique : Frédéric Botton
- Direction artistique : Laurent Ott
- Décors : Hoang Thanh At
- Costumes : Jacqueline Bouchard
- Photographie : Éric Gautier
- Son : Gérard Lamps, Christian Monheim, Armelle Mahé
- Montage : François Gédigier
- Production : Claude Berri
  - Production déléguée : Pierre Grunstein
  - Production associée : Nathalie Rheims
- Sociétés de production[1] : Hirsch Production, Pathé Renn Productions et TF1 Films Production, avec la participation de Canal+ et le CNC
- Sociétés de distribution[2] : Pathé Distribution (France) ; Alternative Films (Belgique) ; Pathé Films AG (Suisse romande)
- Budget : 9 964 048 €[3]
- Pays de production :  France
- Langue originale : français
- Format[4] : couleur - 35 mm - 2,35:1 (Cinémascope) - son Dolby | Dolby Digital
- Genre : comédie dramatique
- Durée : 109 minutes
- Dates de sortie[5] :
  - France, Belgique, Suisse romande : 12 janvier 2005[6],[7]
- Classification[8] :
  - France : tous publics[9]
  - Belgique : tous publics (Alle Leeftijden)[6]
  - Suisse romande : interdit aux moins de 10 ans[10]

## Distribution
- Charlotte Gainsbourg : Judith, maîtresse de Daniel
- Daniel Auteuil : Daniel
- Nathalie Baye : Fanny, épouse d'Alain
- Pierre Arditi : Alain
- Miou-Miou : Anne-Marie, première femme de Daniel et mère de Julien
- Laure Duthilleul : Isabelle, seconde femme de Daniel et mère de Cédric
- Aïssa Maïga : Farida, maîtresse d'Alain
- Noémie Lvovsky : Nicole, sœur de Fanny
- Nicolas Lebovici : Julien, fils de Daniel et Anne-Marie, gravement accidenté en début de film
- Nicolas Choyé : Cédric, fils de Daniel et Isabelle
- Laurent Spielvogel : Hubert, assistant d'Alain
- Mélanie Sitbon : Émilie, fille d'Alain et Fanny
- Michaël Youn : Lui-même
- Marie-Christine Adam : Une invitée au cocktail
- Juliette Arnaud
- Jean-Claude Bolle-Reddat : L'agent immobilier
- François Borysse
- Bass Dhem
- Jessica Goldman : Valérie
- Sylvie Herbert : La mère de Valérie
- Sylvie Huguel
- Magalie Madison : Stéphanie, la petite amie de Michaël Youn
- Abdel Soufi

## Distinctions

### Nominations
- Trophées Jeunes Talents 2006 : Jeune comédien(ne) cinéma pour Aïssa Maïga[11].

## Autour du film
L'un reste, l'autre part est tiré d'une période névralgique de la vie personnelle de Claude Berri où il quitte sa femme de l'époque pour redécouvrir l'amour avec Nathalie Rheims alors que son fils aîné Julien Rassam devient tétraplégique à la suite d'une chute du troisième étage en 1999 (remplacée dans le film par un accident de moto).
Nicolas Lebovici fait ses débuts au cinéma dans L'un reste, l'autre part. Il y joue le personnage de Julien ce qui donne l'occasion de montrer au grand jour ses talents de virtuose du piano dans un prélude de Chopin.
Claude Berri explique ce choix de casting : « Je connaissais très bien Gérard Lebovici, et je suis resté très lié à ses enfants. Un jour Nicolas, l'un d'eux, est venu me voir au bureau. Nous avons parlé, et je me suis rapidement dit qu'il pouvait jouer le personnage de Julien. Comme il est pianiste, j'ai modifié le scénario. Le film s'ouvre sur un récital qu'il donne devant ses parents réunis pour l'occasion. ».
À noter également une apparition de Michaël Youn dans son propre rôle et interprétant son spectacle Pluskapoil. Magalie Madison (Annette dans Premiers baisers et Les Années fac) campe la petite amie de Michaël Youn.